# Ommatius infirmus
Ommatius infirmus är en tvåvingeart som beskrevs av Wulp 1872. Ommatius infirmus ingår i släktet Ommatius och familjen rovflugor. Inga underarter finns listade i Catalogue of Life.